# Brigada Khoudojnikov

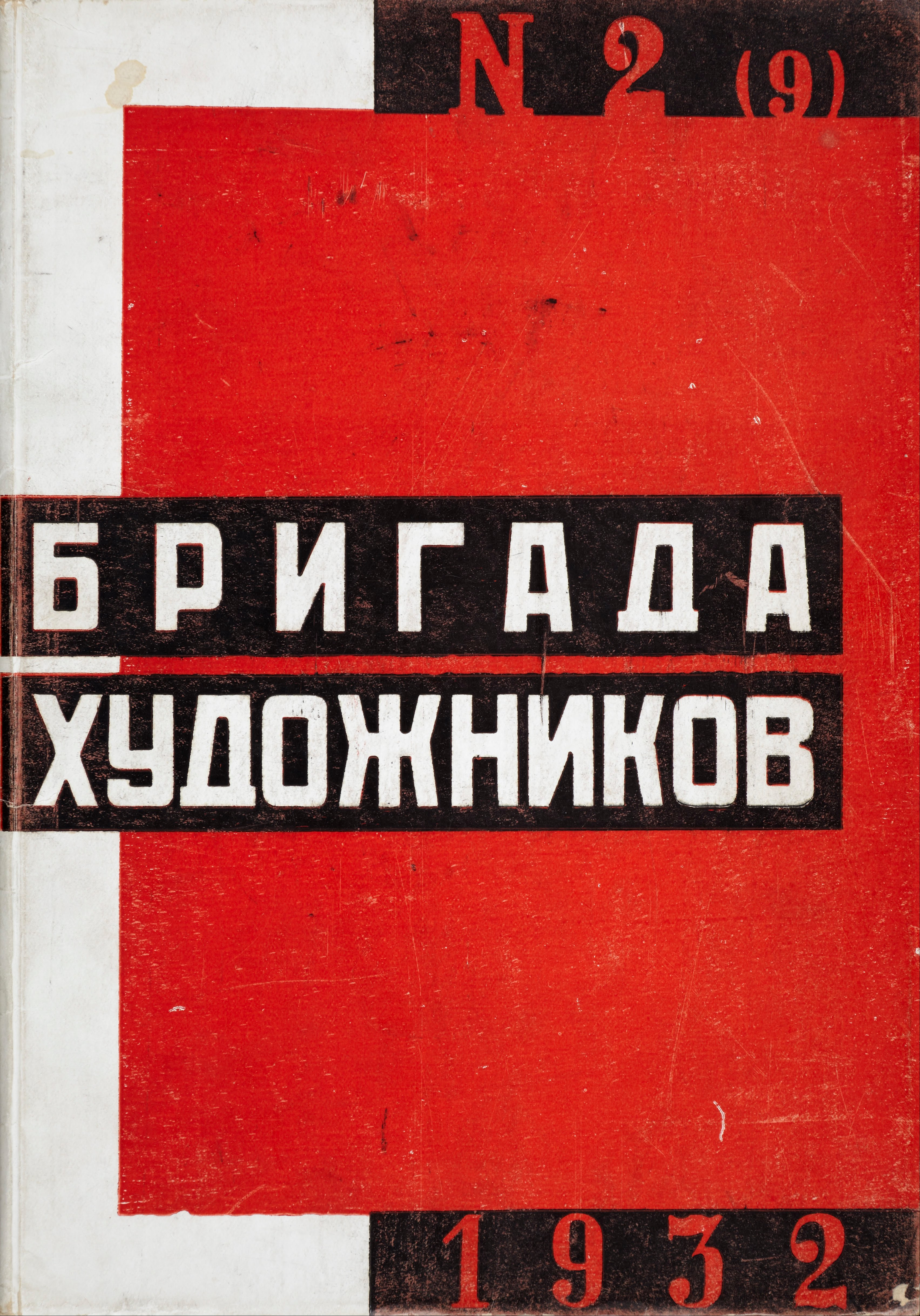
N°2 de 1932. Exemplaire conservé à l'Institut valencien d'art moderne

Brigada Khoudojnikov (Бригада Художников) était un périodique d'art soviétique. Son premier numéro est paru en 1931 et il semble qu'il n'y ait eu que deux numéros.

## Contributeurs
- Gustav Klucis[2]